# استاد تيمور تاش (بدرانلو)
استاد تيمور تاش (بالفارسية: استاد تیمورتاش) هي قرية تقع في إيران في قسم بدرانلو الريفي. يقدر عدد سكانها بـ 273 نسمة .